# Marisa Silver
Marisa Silver (Shaker Heights, 23 aprile 1960) è una regista e scrittrice statunitense.

## Biografia
È nata nella cittadina di Shaker Heights nell'Ohio, da Raphael Silver, un regista e produttore cinematografico, e Joan Micklin Silver, una regista.
Marisa Silver ha diretto il suo primo film, Old Enough, mentre studiava all'Harvard University. La pellicola vinse vari premi nel 1984, quando la Silver aveva solo ventitré anni. Silver diresse vari film, tra cui Il peso del ricordo (1988), nel quale Keanu Reeves interpretò il protagonista, Dice lui, dice lei (1991), con Kevin Bacon ed Elizabeth Perkins.
Dopo aver fatto decollare la sua carriera ad Hollywood, Marisa Silver inizia a scrivere brevi romanzi. Nel 2000 le sue storie iniziano ad apparire nel rivista The New Yorker.
È sposata con Ken Kwapis, vivono a Los Angeles e hanno due figli.

## Filmografia
- Community of Praise (1983)
- Old Enough (1984)
- Il peso del ricordo (1988)
- Vital signs: un anno, una vita (1990)
- Dice lui, dice lei (1991)
- Avvocati a Los Angeles - 1 episodio (1992)